# Adonisea pseudomia
Adonisea pseudomia là một loài bướm đêm trong họ Noctuidae.